# Cirfontaines-en-Azois
Cirfontaines-en-Azois ist eine französische Gemeinde mit 183 Einwohnern (Stand 1. Januar 2022) im Département Haute-Marne in der Region Grand Est. Sie gehört zum Arrondissement Chaumont und zum Kanton Châteauvillain. Zudem ist die Gemeinde Teil des 2003 gegründeten Gemeindeverbands Les Trois Forêts. Die Einwohner werden Cirfontainois(es) genannt.

## Lage
Cirfontaines-en-Azois liegt westlich des Aujon rund 63 Kilometer südöstlich von Troyes und 20 Kilometer westlich der Kleinstadt Chaumont im Westen des Départements Haute-Marne an der Grenze zum Département Aube. Die Gemeinde besteht aus dem Dorf Cirfontaines-en-Azois. Die westliche Hälfte der Gemeinde ist von Wald bedeckt.
Nachbargemeinden sind Maranville im Norden, Aizanville im Osten, Orges im Südosten, Pont-la-Ville im Süden, Laferté-sur-Aube im Südwesten und Juvancourt (im Département Aube) im Nordwesten.

## Geschichte
Bis zur Französischen Revolution lag Cirfontaines-en-Azois innerhalb der Bailliage de Chaumont. Die Gemeinde gehörte von 1793 bis 1801 zum Distrikt Chaumont. Seit 1801 ist sie Teil des Arrondissements Chaumont.

## Bevölkerungsentwicklung
| Jahr                       | 1962 | 1968 | 1975 | 1982 | 1990 | 1999 | 2006 | 2019 |
| Einwohner                  | 266  | 265  | 238  | 262  | 208  | 190  | 204  | 189  |
| Quellen: Cassini und INSEE |      |      |      |      |      |      |      |      |

## Sehenswürdigkeiten
- Kirche Notre-Dame-en-sa-Nativité, erbaut 1727/1729[1]
- Wegkreuz südwestlich des Dorfs
- Denkmal für die Gefallenen[2]